# Guiyang
Guiyang (chiń. 贵阳; pinyin Guìyáng) – miasto o statusie prefektury miejskiej w południowych Chinach, ośrodek administracyjny prowincji Kuejczou. Prefektura miejska w 1999 roku liczyła 3 290 777 mieszkańców.

## Kultura
Miasto posiada uniwersytet i politechnikę. Siedziba rzymskokatolickiej archidiecezji Guiyang. W 2015 roku Guiyang był organizatorem mistrzostw świata w biegach przełajowych.

## Gospodarka
W mieście dominują: hutnictwo żelaza i aluminium, przemysł maszynowy, chemiczny, gumowy, elektrotechniczny, włókienniczy, materiałów budowlanych i spożywczy.

## Zabytki oraz interesujące miejsca
- Muzeum prowincji
- Park Qianling – w parku znajduje się buddyjska świątynia Hongfu Si